# Pat Buchanan
Patrick Joseph Buchanan (* 2. listopadu 1938 Washington, D.C.) je americký konzervativní spisovatel, politik, publicista a televizní komentátor. V minulosti se dvakrát pokoušel získat nominaci republikánské strany pro prezidentské volby v USA, v roce 2000 kandidoval za Reformní stranu. Je jedním ze zakladatelů a hlavních přispěvatelů magazínu The American Conservative (TAC) a komentátor zpravodajské kabelové televize MSNBC. Mimo to napsal několik knih prezentující jeho politické, náboženské a sociální názory. Řadí se k tradičnímu (tzv. skalnímu) konzervatismu.

## Životopis
Buchanan vyrůstal v silně konzervativní a křesťanské rodině s irskými, skotskými a německými kořeny, jejíž rodokmen je zmapován do roku 1667. Někteří z jeho předků bojovali ve válce za americkou nezávislost, jiní příslušníci rodu Buchananů zase bojovali v občanské válce na straně Konfederovaných států amerických.
Pat Buchanan pochází z devíti sourozenců, jeho otec William Buchanan (přezdívaný Pop) celou rodinu výrazně ovlivnil a měl v rukou výchovu všech dětí, zejména sedmi synů. „Pop“ obdivoval McArthura, McCarthyho a Franca, patřil k izolacionistickému hnutí „America first“, ale po napadení USA Japonskem a Hitlerově vyhlášení války začal podporovat válečné úsilí Angloameričanů.
Po maturitě na prestižním katolickém gymnáziu Gonzaga Buchanan vystudoval angličtinu a filozofii na univerzitě v Georgetownu (Georgetownská univerzita). Již tehdy se ukazuje coby silně politicky profilovaný, podílel se také na studentské demonstraci proti sovětskému vpádu do Maďarska. Po absolutoriu na Georgtownu získal doktorát ze žurnalistiky na Columbijské univerzitě a poté začal pracovat v konzervativním listu St.Louis Globe democrat. Angažoval se také v neúspěšné prezidentské kampani konzervativního jestřába Barryho Goldwatera.

## Politická kariéra
Roku 1966 si jej vybral do týmu poradců viceprezident Richard Nixon, po jeho zvolení do prezidentské funkce Buchanan pracoval v Bílém domě jako prezidentův poradce. Stejnou funkci zastával u dalšího republikánského prezidenta, Geralda Forda. Začátkem osmdesátých let se podílel – spolu s bratrem Tomem a sestrou Angelou – na prezidentské kampani Ronalda Reagana a po jeho přesvědčivém vítězství se Buchanan stává hlavním poradcem pro styk s médii a také prezidentovým „speechwritterem“. Roku 1987 musel tento post opustit, protože veřejně podpořil nezákonný vývoz zbraní pro antikomunistické partyzány v Nikaragui (aféra Irangate).
V letech 1992 a 1996 byl druhým nejúspěšnějším kandidátem republikánské strany v prezidentských primárkách. Pokaždé získal kolem třetiny republikánských hlasů a zvítězil ve státě New Hampshire. Na republikánském sjezdu v roce 1992 na sebe strhl pozornost projevem o kulturní válce, v němž varoval před sílícím vlivem neomarxistické a kulturní levice.
V roce 2000 opustil Republikánskou stranu na protest proti jejímu ovládnutí neokonzervativci a neúspěšně kandidoval v prezidentských volbách za Reformní stranu.
V současné době[kdy?] je šéfredaktorem (a zakladatelem) magazínu The American Conservative, který má svou internetovou verzi www.amconmag.com, a ústřední postavu ztělesňuje rovněž na webu www.theamericancause.org, kde se nachází mimo jiné rozsáhlý archiv jeho článků. Staré články Pata Buchanana z první poloviny devadesátých let je možno stáhnout na www.buchanan.org.

### Paleokonzervatismus
Buchanan bývá označován za ústřední postavu politického směru zvaného paleokonzervatismus, mezi jehož základními pilíře patří tradicionalistický konzervatismus v anglosaském duchu, vlastenectví a rodinné i křesťanské hodnoty. Je stoupencem striktního omezení imigrace, odmítá posilování nadnárodních struktur jako EU, OSN a WTO na úkor suverénních států, ostře vystupuje proti multikulturalismu a pozitivní diskriminaci a odmítá vývoz demokracie do ciziny za cenu životů amerických vojáků a peněz amerických daňových poplatníků. Rovněž v takzvaných kulturně-morálních otázkách (registrované partnerství, genderové spory, feminismus, držení zbraní atp.) zastává konzervativní stanoviska.

## Dílo
- Where the Right Went Wrong: How Neoconservatives Subverted the Reagan Revolution and Hijacked the Bush Presidency (2004) ISBN 0-312-34115-6
- The Death of the West: How Dying Populations and Immigrant Invasions Imperil Our Country and Civilization (2001) ISBN 0-312-28548-5 (česky vyšlo jako Smrt Západu)
- A Republic, Not an Empire: Reclaiming America's Destiny (1999) ISBN 0-89526-272-X
- The Great Betrayal: How American Sovereignty and Social Justice Are Being Sacrificed to the Gods of the Global Economy (1998) ISBN 0-316-11518-5
- Right from the Beginning (1988) ISBN 0-316-11408-1
- Conservative Votes, Liberal Victories: Why the Right Has Failed (1975) ISBN 0-8129-0582-2
- The New Majority: President Nixon at Mid-Passage (1973)
- State of Emergency : The Third World Invasion and Conquest of America (2006) ISBN 0-312-36003-7
- Day of Reckoning: How Hubris, Ideology, and Greed Are Tearing America Apart (2007) ISBN 0-312-37696-0
- Churchill, Hitler, and The Unnecessary War: How Britain Lost Its Empire and the West Lost the World (2008) ISBN 978-0-307-40515-9
- Suicide of a Superpower: Will America Survive to 2025? (2011) ISBN 0-312-57997-7
- The Greatest Comeback (2014) ISBN 0-553-41863-7